# Olint
Olint (llatí: Olynthus, en grec antic: Ὄλυνθος) fou una ciutat del golf Toronaic, entre la península de Pal·lene i la de Sitònia. Era a una certa distància de la costa, a la vora d'una llacuna anomenada Bòlica, i pròximaa dos rius, l'Amites i l'Olintíac; el seu port era Meciberna, i tenia una dependència anomenada Cantaròletron.

## Història
Olint, fill d'Hèracles, o del riu déu Estrímon, va ser considerat el fundador mitològic de la ciutat. Al turó sud hi havia un petit assentament neolític; va ser abandonat durant l'edat del bronze; i va ser reocupat al segle vii aC. Posteriorment, la ciutat va ser capturada pels botieus, una tribu tràcia expulsada de Macedònia per Alexandre I.
El 479 aC els perses, sospitant que Botiea volia revoltar-se, van ocupar la ciutat sota comandament del persa Artabazos, que va matar els seus habitants i la van cedir als grecs calcídids dirigits per Cristòbol de Torone, els seus aliats, esdevenint així ciutat grega.
Després fou part de la lliga Dèlica; només pagava 2 talents de tributs, cosa que indica que era una ciutat molt petita.
El 432 aC, el rei Perdicas II de Macedònia va aconsellar als calcídids de la regió de traslladar-se a Olint, que era retirada de la costa, i va esdevenir la seva posició central dins la Calcídica. Després d'aquesta època, els botieus van ser més o menys dependents dels calcídids. El 424 aC, fou la base de l'expedició de Bràsides i l'expedició va assegurar la independència d'Olint, que fou garantida per tractat.
Al segle següent, fou capçalera de la lliga Calcídica, probablement ja des del seu establiment després de la pau de Nícies el 421 aC; les monedes més antigues són del 405 aC, però n'hi ha una que podria ser entre 415 i 420 aC. La lliga es va formar, segurament, per fer front a l'expansió del rei Amintes de Macedònia.
La lliga es va desenvolupar després de la Guerra del Peloponès i, el 390 aC, va signar un tractat amb el rei Amintes de Macedònia. El 382 aC, moltes de les ciutats gregues a l'oest de l'Estrímon ja havien quedat sota dependència de la lliga, i fins i tot dominava Pella, la ciutat principal de Macedònia.
Les ciutats d'Acantos i Apol·lònia van demanar ajut contra la lliga a Esparta, i aquesta va enviar-hi Eudàmides i després Telèuties, germà d'Agesilau, amb deu mil soldats, al qual es va unir Derdas, príncep d'Elimeia, amb 400 cavallers. Telèuties va lluitar i va obtenir una victòria, però fou derrotat ja sota els murs de la ciutat; llavors, fou enviat el rei Agesípolis I, que va continuar la guerra amb força, però va morir de febres i el va succeir el general Políbiades, que va obligar Olint a dissoldre la confederació el 379 aC, després de tres anys de guerra. Olint va haver d'entrar en l'aliança lacedemònia encapçalada per Esparta.
Però, de fet, vers el 377 aC ja es va refer la lliga. Pidna, Metone i Potidea i la regió del golf Termaic, abans de la lliga, van ser incloses a l'aliança atenenca entre el 368 i el 363 aC, però el poder d'Olint no va parar de créixer i el 358 aC incloïa 32 ciutats. El 358 aC, alarmada per la conquesta d'Amfípolis per Filip II de Macedònia, la ciutat va negociar entrar a l'aliança atenenca, però Macedònia ho va poder evitar de moment i es va apoderar d'Antemos i de la ciutat de Potidea, que era atenenca. Olint va fer una aliança amb Macedònia.
El 352 aC Olint, alarmada del poder de Filip II, va entrar a l'aliança atenenca i, el 350 aC, Filip II li va declarar la guerra. Demòstenes va ajudar tant com va poder Olint (les seves Olintíaques) i va aconseguir suport dels atenencs i, així, allargar una mica la caiguda de la ciutat. La ciutat va caure en mans de Macedònia a finals del 348 aC, sembla que per la traïció de Làstenes i Eutícrates; la ciutat fou arrasada i els seus habitants venuts com a esclaus. Les 32 ciutats de la lliga foren ocupades per Filip sense gens de resistència seriosa.